# ニグロリーグ特別委員会
ニグロリーグ特別委員会（ニグロリーグとくべついいんかい、Special Committee on the Negro Leagues）とは、ニグロリーグやそれ以前のアフリカ系アメリカ人の野球リーグで活躍した選手や、発展に貢献した人物のアメリカ野球殿堂入り審査を行う団体である。1971年と2006年に2度設置された。

## 1971年の委員会
最初の委員会は1971年にモンテ・アービンを会長として設立された。委員会の目的はニグロリーグでかつて活躍した選手をアメリカ野球殿堂に選出することであった。9人を選出した後の1977年に解散を宣言した。
選出された選手は次の通り
- サチェル・ペイジ（1971年）
- ジョシュ・ギブソン（1972年）
- バック・レナード（1972年）
- モンテ・アービン（1973年）
- クール・パパ・ベル（1974年）
- ジュディ・ジョンソン（1975年）
- オスカー・チャールストン（1976年）
- ポップ・ロイド（1976年）
- マーティン・ディーゴ（1977年）

## ベテランズ委員会による選考
1995年から2001年まではニグロリーグの殿堂入り選手を選出する権限がベテランズ委員会に与えられた。
選出された選手は次の通り
- レオン・デイ（1995年）
- ビル・フォスター（1996年）
- ウィリー・ウェルズ（1997年）
- ブレット・ローガン（1998年）
- スモーキー・ジョー・ウィリアムズ（1999年）
- ターキー・ステアーンズ（2000年）
- ヒルトン・スミス（2001年）

## 2006年の委員会
1860年から1960年までのアフリカ系アメリカ人の野球の歴史に関する広範な調査を開始するために、アメリカ野球殿堂は2000年7月にメジャーリーグベースボール機構から25万ドルの助成金を与えられた。これをきっかけに、2つ目の特別委員会が設置された。最終候補39人は2005年11月21日に公表された。全ての候補者に対する投票が実施され、75%以上から「yes」の票を受けた人物が選出される。2006年2月25日から議論が開始され、27日に選出者が発表された。その結果、一挙17人が選出された。
選出された選手・発展貢献者は次の通り
ニグロリーグ選手
- レイ・ブラウン
- ウィラード・ブラウン
- アンディ・クーパー
- ビズ・マッキー

ニグロリーグ以前の選手
- フランク・グラント
- ピート・ヒル
- ホセ・メンデス
- ルイス・サントップ
- ベン・テイラー

ニグロリーグ発展貢献者
- エファ・マンリー
- アレックス・ポンペス
- J.L.ウィルキンソン
- ソル・ホワイト
- カム・ポージー